# Kathryn Carver
Kathryn Carver, nata Catherine Drum (New York, 24 agosto 1899 – New York, 17 luglio 1947), è stata un'attrice statunitense.

## Biografia
Sposata al fotografo Ira Hill, nel 1925 debuttò nel cinema con il film Il figliol prodigo, di Raoul Walsh, con il nome di Kathryn Hill, e dopo il divorzio avvenuto nel 1927 assunse lo pseudonimo di Kathryn Carver. Sposò nel 1928 l’attore Adolphe Menjou con il quale fu protagonista in tre film,  Service for Ladies, Serenade e Don Giovanni innamorato. Non superò il passaggio dal muto al sonoro e nel 1929 lasciò il cinema.
Cadde in una grave forma di depressione nel 1932, a seguito della morte della sorella. Divorziata nel 1934, si risposò ancora nel 1936 con Vincent Hall. Kathryn Carver morì nel 1947 all'Horace Harding Hospital di New York e fu sepolta nel Mount Saint Mary Cemetery della stessa città.

## Filmografia
- Il figliol prodigo (1925)
- The Yankee Señor (1926)
- When Love Grows Cold (1926)
- Beware of Widows (1927)
- Service for Ladies (1927)
- Serenade (1927)
- Don Giovanni innamorato (1928)
- Crepuscolo d'amore (1928)
- L'uomo dei monti (1929)